# Margot Honecker

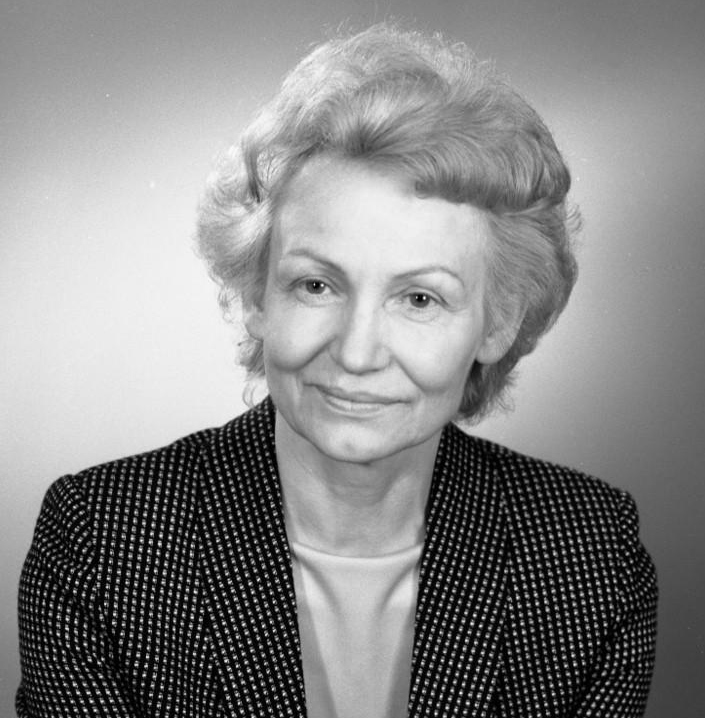
Margot Honecker (1986)

Margot Honecker (geb. Feist; * 17. April 1927 in Halle an der Saale; † 6. Mai 2016 in Santiago de Chile) war eine deutsche Politikerin (SED). Von 1963 bis 1989 war sie Ministerin für Volksbildung der DDR. Sie war die dritte Ehefrau von Erich Honecker.
Nach der deutschen Wiedervereinigung floh sie mit ihrem Mann zunächst nach Moskau, 1992 gewährte ihr die chilenische Regierung Asyl. Sie lebte bis zu ihrem Tode in einem Vorort von Santiago de Chile.

## Leben

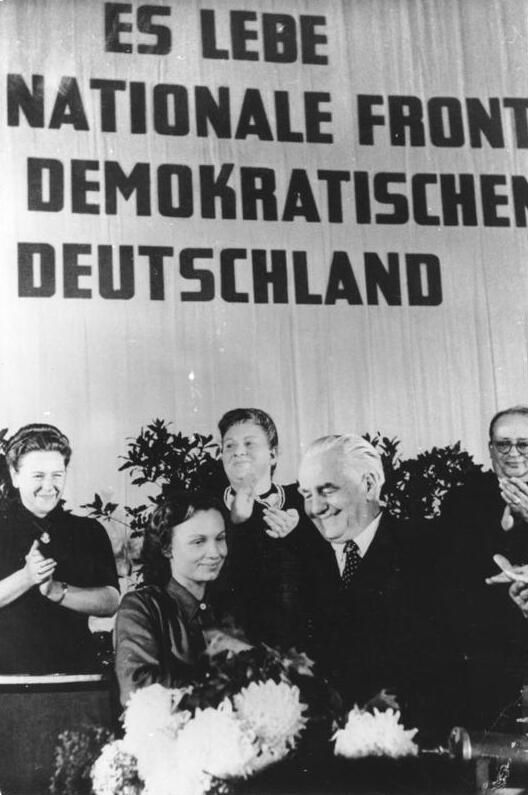
Margot Feist bei der Gründung der DDR am 7. Oktober 1949 mit Wilhelm Pieck

### Jugend und Ausbildung
Margot Feist wurde am 17. April 1927 als Tochter des Schuhmachers Gotthard Feist (1906–1993) und der Matratzenfabrikarbeiterin Helene, geb. Horst (1906–1940)  im Glaucha-Viertel in Halle (Saale) geboren. Die Eltern gehörten der KPD an, für die sie sich auch nach 1933 illegal engagierten. Ihr Vater Gotthard Feist war in den 1930er-Jahren im KZ Lichtenburg, im Zuchthaus Halle und von 1937 bis 1939 im KZ Buchenwald inhaftiert. Die Wohnung der Feists in der Torstraße 36 in Halle war bis 1938 eine von drei Anlaufstellen für Kuriere und Material der KPD-Abschnittsleitung aus Prag. Ihre Mutter Lene Feist starb 1940, als Margot gerade 13 Jahre alt war; danach lebte sie einige Zeit in Hamburg mit der Familie von Wolf Biermann. Sie absolvierte die Volksschule und war von 1938 bis 1945 Mitglied im Bund Deutscher Mädel, dem weiblichen Zweig der Hitlerjugend. Sie machte eine Lehre als kaufmännische Angestellte und arbeitete danach als Telefonistin und Stenotypistin. Ihr Bruder, Manfred Feist, war von 1966 bis 1989 Leiter der Abteilung für Auslandsinformation beim Zentralkomitee der SED (ZK).

### Familie
Ihren späteren Ehemann Erich Honecker lernte die damals 22-jährige Margot Feist in ihrer Funktion als gerade erst ernannte Vorsitzende der Pionierorganisation Ernst Thälmann im Dezember 1949 während einer Reise der offiziellen DDR-Delegation nach Moskau anlässlich der offiziellen Feierlichkeiten zum 70. Geburtstag des sowjetischen Diktators Josef Stalin näher kennen. Der frisch mit der stellvertretenden FDJ-Vorsitzenden Edith Baumann verheiratete Vorsitzende der einzigen zugelassenen Jugendorganisation der DDR, der FDJ, begann dort eine Affäre mit der wesentlich jüngeren FDJ-Funktionärin, die er schon aus ihrer Tätigkeit in der FDJ-Fraktion des Deutschen Volksrates und der Provisorischen Volkskammer kannte, und versuchte diese Liaison geheim zu halten. Als die Beziehung ruchbar wurde, forderte Honeckers Frau den SED-Generalsekretär Walter Ulbricht auf, ein Machtwort zu sprechen. Zunächst wurde diese uneheliche Verbindung von der Parteispitze jedoch geduldet. Als nach einigen Jahren wilder Ehe von Feist und Honecker am 1. Dezember 1952 deren gemeinsame Tochter Sonja (gestorben im März 2022 in Santiago de Chile) geboren wurde, drängte Ulbricht den FDJ-Vorsitzenden, der zu der Zeit auch Kandidat des SED-Politbüros war, sich von Edith Baumann scheiden zu lassen. Honecker folgte dem, um seine Parteikarriere nicht zu gefährden. Da die Liebesbeziehung zwischen Feist und Honecker bei der Parteileitung keinen Zuspruch fand, weil sie nicht ihrer Idealvorstellung vom sozialistischen Menschen entsprach, wurden beide nacheinander für jeweils ein Jahr an die Moskauer Kaderschmiede Hochschule des Komsomol abkommandiert. Für diesen Auslandsaufenthalt 1953/1954 musste Margot Honecker ihre erst acht Monate alte Tochter in Berlin zurücklassen. Die Eheschließung mit Honecker fand nach offiziellen Angaben 1953, laut dem Literaturwissenschaftler Ed Stuhler erst 1955 statt. Das Hochzeitsdatum 1953 sei auf eine Manipulation der Akten zurückzuführen. Gemäß Helga Labs war Margot Honecker in der Ehe die Dominierende: „Sie war die Intelligentere und hat die Linie bestimmt – in der Ehe wie in der Politik.“
Die Ehe war zwar seit den 1970er-Jahren zerrüttet und das Paar galt die letzten 20 Jahre vor dem Fall der Mauer als getrennt; doch um des Scheins willen blieben die beiden bis zum Tod Erich Honeckers 1994 zusammen.

### Politische Karriere in der SED

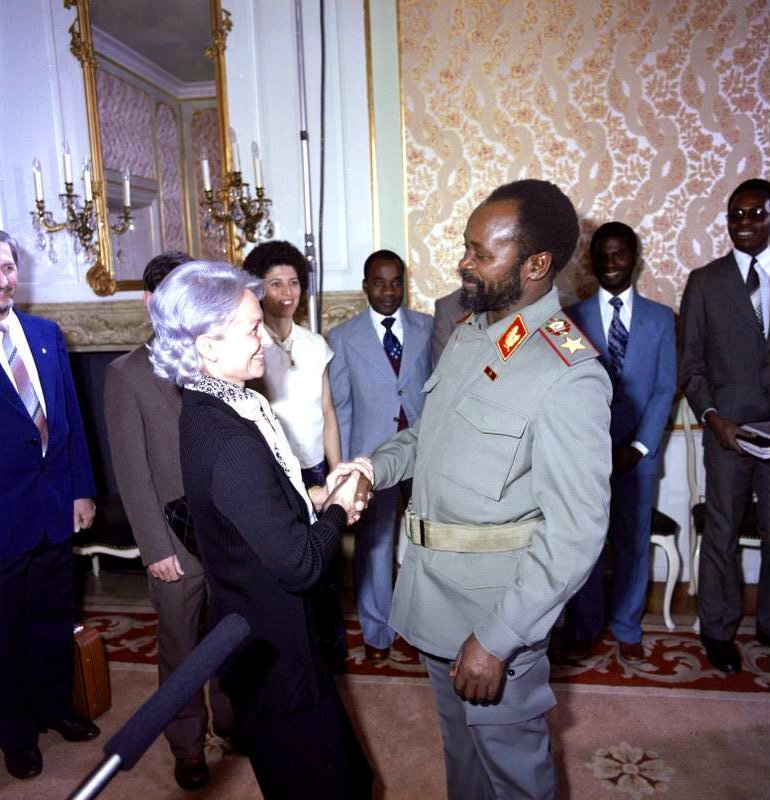
Margot Honecker und Samora Moisés Machel, Präsident der damaligen VR Mosambik (1983)

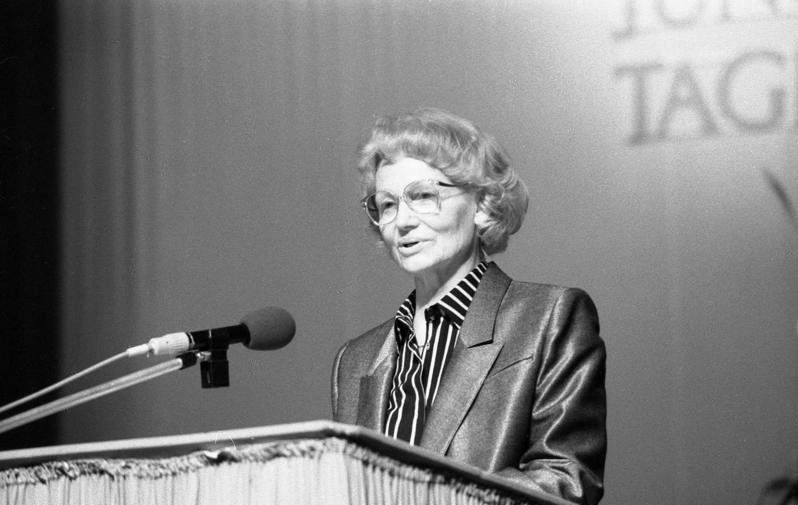
Margot Honecker während der Festrede anlässlich des 40-jährigen Bestehens der PH Potsdam (1988)

1945 trat Margot Feist der KPD bei. Mit der Zwangsvereinigung von SPD und KPD wurde sie 1946 Mitglied der SED und arbeitete als Stenotypistin beim FDGB-Landesvorstand von Sachsen-Anhalt.
Mit 19 Jahren absolvierte sie ihre ersten FDJ-Lehrgänge; 1946 wurde sie Mitglied des Sekretariats des FDJ-Kreisvorstandes von Halle und FDJ-Sekretärin für Agitation und Propaganda. 1948 war sie Leiterin der Abteilung für Kultur und Erziehung sowie Sekretärin für Kultur und Erziehung im FDJ-Landesvorstand Sachsen-Anhalt. 1949 war sie Sekretärin des Zentralrates der FDJ und Vorsitzende der Pionierorganisation Ernst Thälmann. Mit 21 gehörte sie zu den jüngsten Mitgliedern des Deutschen Volkskongresses. Nach der Gründungsversammlung der DDR war sie ab 1949 Abgeordnete der Volkskammer der DDR.
1954 kam sie auf Wunsch Walter Ulbrichts ins Ministerium für Volksbildung (MfV), wo sie die Abteilung Organisation im Bereich der Lehrerbildung leitete. Durch einen neuen Ideologieschub wurden in der Volksbildung und in den Erziehungswissenschaften Maßregelungen eingesetzt, mit denen die seit Mitte der 1950er Jahre aufkommenden Reformbestrebungen und Liberalisierungstrends abgewürgt werden sollten. Infolgedessen wurden der Staatssekretär Fritz Lange und der Minister Hans-Joachim Laabs unter dem Vorwurf des „Revisionismus“ und „Dogmatismus“ abgelöst, und Alfred Lemmnitz erhielt den Ministerposten. Margot Honecker stieg zum stellvertretenden Minister des MfV auf, und in der Folge gelangten Personen aus dem Partei- und FDJ-Apparat in Leitungsfunktionen des Ministeriums, denen es an Fachkompetenz mangelte. 1963 räumte Lemmnitz den Ministerstuhl, und sie wurde und blieb Minister für Volksbildung mit der Anrede „Genossin Minister“ bis 1989. Ab 1963 gehörten ausschließlich SED-Mitglieder zu ihrem Führungsstab, allen voran Staatssekretär Werner Lorenz, den sie aus Karl-Marx-Stadt nach Berlin holte und dem der Ruf vorauseilte, „ihr Mann fürs Grobe und Verbindungsmann zur Stasi zu sein“. Ab 1963 krempelte sie das Bildungssystem in der DDR ideologisch im Sinne der orthodoxen Lehre des Realsozialismus um. Honecker war hauptverantwortlich dafür, dass Kinder, deren Eltern wegen „ungesetzlichen Grenzübertritts“ oder „Spionage“ inhaftiert worden waren, oft ohne die Einwilligung der Eltern, zur Zwangsadoption freigegeben wurden. Oft leitete sie Beschwerden an ihr Ministerium direkt an das MfS weiter.
Als neu ernannte Bildungsministerin nahm Margot Honecker weder die ZK-Abteilung Volksbildung, als oberste Kontrollinstanz für die Bildungspolitik der SED, noch deren Leiter Lothar Oppermann sonderlich ernst. Der Machtantritt ihres Mannes im Mai 1971 brachte ihr schließlich einen Zuwachs an Machtfülle und Autorität, der ihre Kompetenzen als Ministerin weit überstieg. Dadurch wurden ihre bildungspolitischen Entscheidungen nahezu unangreifbar. Wiederholt beschwerte sich der Abteilungsleiter Oppermann bei ihr und bemängelte ihren autokratischen Führungsstil, was sie jedoch verhallen ließ. Zielstrebig hatte sie seit ihrem Amtsantritt 1963 darauf hingewirkt, jeglichen Einfluss auf das Schulwesen seitens des für das Bildungswesen zuständigen ZK-Sekretärs, Kurt Hager, zu schmälern und ganz zu unterbinden. Schließlich schaffte es Margot Honecker, die Volksbildung zum einzigen Ressort zu machen, in dem ein Ministerium den Vorrang vor der zugehörigen ZK-Abteilung und sogar dessen ZK-Sekretär hatte. Sie misstraute allem Westlichen, aber auch Mitgliedern in den eigenen Reihen, hatte Vorbehalte gegenüber den „bürgerlichen“ Wissenschaften, erstickte risikoscheu neue Entwicklungen im Keim und ging argwöhnisch notwendigen Veränderungen aus dem Weg, um den Status quo beizubehalten. Unter ihrer Leitung entwickelte sich das Ministerium für Volksbildung nach Auffassung von Historikern zur letzten Hochburg des Spätstalinismus. Der Historiker Jürgen Kuczynski äußerte bezüglich kolportierter Kontroversen, inwieweit sie ihren Mann politisch maßgeblich beeinflussen könne: „Sie war klüger als er, aber ein Biest“.
In einem System von Spezialheimen der Jugendhilfe, in denen in straff organisierten Jugendwerkhöfen mittels politisch-ideologischer Kollektiv- und Arbeitserziehung Jugendliche durch militärischen Drill und ein ausgeklügeltes System aus Lob und Strafe zu sozialistischen Persönlichkeiten umgeformt werden sollten, war der einzige geschlossene Jugendwerkhof (GJWH) in Torgau ausschließlich dem Ministerium Margot Honeckers rechenschaftspflichtig. In dieser strafvollzugsähnlichen „Umerziehungsanstalt“ wurden unangepasste, verhaltensauffällige und politisch widerständig gewordene Jugendliche durch tägliche Appelle, Drill und Strafen drangsaliert. Der GJWH war eine praktisch grundrechtsfreie gefängnisähnliche Disziplinierungsanstalt, in der Teenager willkürlich und ohne entsprechendes Strafurteil zwangseingewiesen und gefangen gehalten wurden, um sie durch Psychoterror, physische Gewalt und Isolationshaft nachhaltig zu widerspruchslosem Gehorsam zu zwingen.
1978 führte sie unter starken Protesten besonders von kirchlicher Seite und vieler Eltern den Wehrunterricht für Schüler der 9. und 10. Klasse ein, der eine paramilitärische Ausbildung an Waffen beinhaltete. Schüler, die sich kritisch gegen diesen Wehrunterricht äußerten, wurden mit Repressionen belegt. Die mit Auszeichnungen sehr freigiebige DDR bedachte Honecker unter anderem mit dem Vaterländischen Verdienstorden in Gold (1964) und dem Karl-Marx-Orden (1977 und 1987). Die Adam-Mickiewicz-Universität in Posen (Polen) verlieh ihr am 18. Januar 1974 einen Ehrendoktortitel (Dr. h. c.).
In kirchlichen Kreisen galt Margot Honecker als noch fanatischer als ihr Mann. Mehrere Bitten von Bischöfen um Gespräche – beispielsweise über den Zwang zur politisch instrumentalisierten Jugendweihe, die Zustände in den Jugendwerkhöfen und den Wehrunterricht an Schulen – ignorierte sie.
Bundestagsvizepräsident Wolfgang Thierse bezeichnete 2012 Margot Honecker als die neben Stasi-Chef Mielke meistgehasste Person des DDR-Regimes. Da sie nur die Volksschule besucht hatte, brachte ihr ihre Funktion als Ministerin für Volksbildung den Spitznamen „Miss Bildung“ ein. Viele DDR-Bürger standen ihr ablehnend gegenüber und verwendeten Spitznamen, die auf ihre (seit den 1970er Jahren) lila gefärbten Haare anspielten: „Blaue Eminenz“, „Blaues Wunder“ oder „Lila Drache“ oder auch „Lila Hexe“.

#### Perestroika
Margot Honecker war nicht einverstanden mit dem vom sowjetischen Präsidenten Michail Gorbatschow 1986 eingeleiteten Perestroika-Prozess zum Umbau und zur Modernisierung des erstarrten gesellschaftlichen, politischen und wirtschaftlichen Systems der Sowjetunion und der damit einhergehenden Aufhebung der Einschränkungen der Meinungs- und Pressefreiheit (siehe: Glasnost) und der Demokratisierung in der Sowjetunion, der die Einführung erster Elemente der Marktwirtschaft folgte. Für Honecker war die vom Großen Bruder angepeilte Rede-, Presse- und Informationsfreiheit unerträglich; sie titulierte Sputnik, die Auslandszeitschrift der Sowjetunion, wegen ihrer kritischen Berichterstattung als „Wurstblatt“, das verboten gehöre.
Im Dezember 1988 wurde dann der postalische Vertrieb der deutschsprachigen Ausgabe des Sputnik-Magazins wegen vieler Enthüllungen zur Stalin-Ära eingestellt. Eine besondere Abneigung hegte Margot Honecker gegen Raissa Gorbatschowa, weshalb sie die Teilnahme an Veranstaltungen möglichst vermied, bei denen sie ihr hätte begegnen können. Als im Sommer 1989 DDR-Bürger in Massen über Ungarn in den Westen flüchteten, beschimpfte sie die Ungarn: „Die haben das ganze sozialistische Lager verraten. Es war ihnen ja nie zu trauen.“ Sie kommentierte die Massenflucht: „Ich verstehe das nicht. Sind die Leute so blöd? Die haben doch in der Schule gelernt, was Kapitalismus bedeutet.“ Die polnische Gewerkschaftsbewegung Solidarność, die sich später in einer Volksbewegung gegen das herrschende Regime wandte und an Revolution und Reform vom kommunistischen Machtapparat zur demokratischen Republik zwischen 1980 und 1989 entscheidend mitwirkte, bezeichnete sie als Verbrecherbande. Den Vorsitzenden der polnischen Gewerkschafter, Lech Wałęsa, dem 1983 der Friedensnobelpreis verliehen wurde, betrachtete sie als einen ausgemachten Verräter.

#### Rücktritt
Ende 1989 wurde ihr von einem Volkskammerausschuss vorgeworfen,  sie habe „über Jahrzehnte sachliche Redlichkeit und pädagogische Verantwortung der rund 300.000 DDR-Lehrer abgebaut und jede kreative Haltung der Schüler untergraben“. Nachdem ihr Mann im Politbüro zum Rücktritt gezwungen worden war, trat sie zwei Tage später, am 20. Oktober 1989, von ihren Ämtern zurück. Ihr Mann wurde am 3. Dezember 1989 aus der SED ausgeschlossen. Sie trat am 4. Februar 1990 aus der in PDS umbenannten SED aus.
Nachdem die von einer Beton-Sicherungsmauer umgebene Funktionärssiedlung bei Wandlitz, in der die Honeckers und die Mitglieder des SED-Zentralkomitees jahrzehntelang gewohnt hatten, zum 31. Januar 1990 aufgelöst worden war, wurde den Honeckers eine Berliner Mietwohnung angeboten. Sie schlugen dieses Angebot, ebenso wie andere als Asyl-Objekte erwogene Unterkünfte, jedoch aus. Um die drohende Obdachlosigkeit abzuwenden, wandte sich Honeckers Rechtsanwalt Wolfgang Vogel um den Jahreswechsel 1989/90 hilfesuchend an die Kirchenleitung, die an Uwe Holmer, den Leiter der diakonischen Hoffnungstaler Anstalten in Lobetal, verwies, wo Friedrich von Bodelschwingh der Ältere im Jahr 1905 eine Arbeiterkolonie für Obdachlose errichtet hatte. Da alle Plätze belegt waren, gewährte Pastor Holmer, nach Erich Honeckers kurzzeitiger Verhaftung Ende Januar 1990, dem Ehepaar in seinem Pfarrhaus zehn Wochen lang Unterkunft. Aufgrund von Bombendrohungen, Telefonterror und als Demonstranten drohten, das Pfarrhaus zu stürmen, wurde den Honeckers zwischenzeitlich ein Platz im Regierungsgästehaus in Lindow bei Neuruppin angewiesen, wo sie von einer aufgebrachten Menge fast gelyncht wurden. Schließlich gewährte man ihnen am 3. April 1990 einen Unterschlupf im zentralen Militärhospital der sowjetischen Streitkräfte in Deutschland in Beelitz.

### Strafverfolgung
Nach der friedlichen Revolution in der DDR gab es Strafanzeigen gegen Margot Honecker mit dem Vorwurf, sie habe in Fällen von Inhaftierung politisch Unliebsamer oder bei Republikflucht Zwangsadoptionen von Kindern der Betroffenen angeordnet, die Kinder gegen deren Willen von ihren Eltern getrennt und zur Adoption an Fremde weitergegeben.
1993 gab es auch Strafanzeigen gegen Margot Honecker durch Bundestagsabgeordnete der SPD um Stephan Hilsberg und Margot von Renesse wegen der unmenschlichen Zustände in den Jugendwerkhöfen der DDR, hier insbesondere wegen des einzigen geschlossenen Jugendwerkhofs der DDR in Torgau (Sachsen). Strafanzeigen ehemaliger Insassen des GJWH Torgau ergingen zeitnah. Da ihre Taten teilweise verjährt waren, weil sie nicht innerhalb weniger Monate nach dem Ende des SED-Regimes angezeigt wurden, und sie sich durch ihre Flucht dem Zugriff der deutschen Justiz entzogen hatte, konnte Margot Honecker wegen der erzwungenen Adoptionen der Kinder von Regimekritikern und Flüchtlingen nie strafrechtlich zur Verantwortung gezogen werden. Die Ermittlungsverfahren wurden von der Zentralen Ermittlungsstelle für Regierungs- und Vereinigungskriminalität im Frühjahr 1994 eingestellt.
Einen Prozess gegen die Bundesrepublik Deutschland, in dem sie als Witwe auf Herausgabe des beschlagnahmten Vermögens des Ehepaars in Höhe von rund 235.000 DDR-Mark (inflationsbereinigt für das Jahr 2019: 99.933 Euro) klagte, verlor sie am 14. Juni 1999 in letzter Instanz. Das Vermögen von DDR-Staats- und Parteichef Erich Honecker sei 1990 rechtmäßig eingezogen worden, da Erich Honecker es unter Ausnutzung seiner Stellung zu Unrecht erworben habe.

### Flucht nach Moskau und Chile
Nachdem im Dezember 1990 erneut Haftbefehl gegen Erich Honecker ergangen war, wurden die beiden im März 1991 vom Flugplatz Sperenberg nach Moskau ausgeflogen. Aus Sorge vor einer Auslieferung nach Deutschland flüchteten sie dort im August 1991 in die chilenische Botschaft. Erich Honecker wurde im Juli 1992 doch nach Deutschland ausgeliefert und in Berlin vor Gericht gestellt; Margot Honecker reiste weiter nach Santiago de Chile zur Familie ihrer Tochter Sonja (1952–2022), die dort mit ihrem damaligen chilenischen Ehemann Leo Yáñez Betancourt und ihrem Sohn Roberto Yáñez Honecker wohnte. Nach der Einstellung seines Prozesses und seiner Freilassung aus deutscher Haft im Januar 1993 folgte ihr der damals bereits schwer erkrankte Ehemann nach Chile, wo er im Alter von 81 Jahren am 29. Mai 1994 an Leberkrebs starb.
Margot Honecker lebte in einem Haus in La Reina, einem Stadtteil im Osten von Santiago de Chile, mit ihrem Enkelsohn. Sie bezog monatlich rund 1.500 Euro Pension inklusive Witwenrente für ihre Ministertätigkeit in der DDR vom deutschen Staat, die sie als „unverschämt wenig“ bezeichnete. Ihr Haus in La Reina wurde nach ihrem Tod verkauft.
Von Chile aus reiste Honecker mehrfach auf offizielle Einladungen ins Ausland. 2005 nahm sie in Windhoek an den Feierlichkeiten zum 15. Jahrestag der Unabhängigkeit Namibias teil, bei denen auch der zweite Präsident des Landes Hifikepunye Pohamba ins Amt eingeführt wurde, und saß in der ersten Reihe der Ehrengäste. Am 19. Juli 2008 war sie anlässlich des 29. Jahrestages der sandinistischen Revolution in Nicaraguas Hauptstadt Managua und nahm stellvertretend für ihren Mann von Staatspräsident Daniel Ortega den Orden für kulturelle Unabhängigkeit „Rubén Darío“ entgegen. Im April 2011 nahm sie in Havanna als Ehrengast der kubanischen Regierung an der Gedenkfeier zum 50. Jahrestag der Niederschlagung der Invasion in der Schweinebucht teil und stand während der Militärparade an der Seite von Präsident Raúl Castro.
Im Oktober 2009 tauchte im Internet ein Video auf, in dem sie mit einigen weiteren Personen den 60. Jahrestag der Gründung der DDR feiert. In ihrem 2012 erschienenen Buch Zur Volksbildung. Gespräch / Margot Honecker versuchte sie zu begründen, dass Schulkinder in der DDR im Unterricht Handgranatenwurf übten und in der neunten Klasse in Wehrlagern mit Kleinkalibergewehren trainierten. Diese Übungen seien für die spätere Landesverteidigung unverzichtbar gewesen. Eine Militarisierung der Schule habe es in der DDR aber nicht gegeben. Honecker äußerte außerdem, im Staatsbürgerkunde-Unterricht der DDR habe nur „Faktenvermittlung zur Herausbildung von Standpunkten“ und „keine Agitation, keine Indoktrination“ stattgefunden. Bildungsverbote für Andersdenkende, die trotz guter Noten kein Abitur machen durften oder von den Universitäten verwiesen wurden, waren ihren Worten nach nur „Einzelfälle“. Sinn der Volksbildung sei es gewesen, Kinder und Jugendliche nicht „zu Gegnern des Sozialismus zu erziehen, sondern zu aktiven Mitstreitern und Gestaltern“.
Im April 2012 wurde im Ersten die Dokumentation Der Sturz – Honeckers Ende von Eric Friedler ausgestrahlt, die längere Passagen aus drei im Herbst 2011 mit Margot Honecker geführten Interviews enthält. Hier verteidigte sie den Sozialismus und die Staatssicherheit als Notwendigkeit zu dessen Schutz und äußerte, dass es keinen Mauertoten hätte geben müssen („Die brauchten ja nicht über die Mauer zu klettern, um diese Dummheit mit dem Leben zu bezahlen“). Traumatisierte Opfer der Jugendwerkhöfe nannte sie „bezahlte Banditen“. Sie äußerte, es habe die DDR nicht umsonst gegeben und mit ihr sei ein Keim gelegt worden, der irgendwann aufgehen werde.
Margot Honecker war Ehrenmitglied der KPD. In Santiago de Chile besaß sie zwei Immobilien. Sie starb am 6. Mai 2016 im Alter von 89 Jahren an einem Krebsleiden. Tags darauf wurde sie in einem mit der DDR-Flagge geschmückten Sarg im Beisein von etwa 50 Trauergästen im Parque del Recuerdo, einem Parkfriedhof am Rande der chilenischen Hauptstadt Santiago, aufgebahrt und zwei Tage später eingeäschert. Auch ihr Mann wurde 1994 in Santiago de Chile im Krematorium des Zentralfriedhofs eingeäschert und nach früheren Vermutungen auch dort bestattet. Nach Angaben ihres Enkels Roberto Yáñez befindet sich die Bestattungsurne Erich Honeckers jedoch ebenso wie die Urne mit der Asche von Margot Honecker im Besitz eines Freundes der Familie. Während ihre Tochter Sonja die Asche ihrer Eltern über dem Pazifik ausstreuen wolle, sei er selbst für eine Beisetzung in Deutschland.

### Posthume Bewertung
Opferverbände kritisierten, dass Margot Honecker bis zu ihrem Tod starrköpfig den DDR-Unrechtsstaat und den Mauerbau verteidigt hatte und niemals für ihr Handeln als DDR-Ministerin für Volksbildung gerichtlich belangt worden ist. Roland Jahn, der Bundesbeauftragte für die Stasi-Unterlagen, forderte eine Untersuchung ihres Handelns, um das Unrecht in der DDR auch unter Betrachtung der von ihr initiierten „Volksbildung“ aufzuarbeiten. Jahn kritisierte, Margot Honecker habe als Ministerin durch ihre Umerziehungs- und Zwangsmaßnahmen Familien zerstört: „Sie hat Biografien beschädigt und den Menschen die Selbstbestimmung genommen.“ Zu Honeckers Opfern zählen zwangsadoptierte Kinder, Heimkinder oder Jugendliche, die sie in Jugendwerkhöfe einweisen ließ und die zeitlebens darunter zu leiden haben. Dem Leiter der Gedenkstätte Berlin-Hohenschönhausen, Hubertus Knabe, zufolge gehörte Margot Honecker zu denjenigen SED-Genossen, die sich bis zum letzten Atemzug gegen Kritik am eigenen Handeln verwahrten. Der deutsche Verleger Frank Schumann, der sich in der DDR als Stasi-Kurier betätigte und mit Honecker lange befreundet und ideologisch auf einer Wellenlänge war, veröffentlichte posthum ein Buch mit E-Mail-Korrespondenz, weil er auch ihre private Seite zeigen wollte. In seinem Vorwort schreibt er, sie „war so wenig Säulenheilige wie Dämon, keine Furie und kein Tyrann“, das seien „Hirngespinste von Demagogen“.

## Rezeption
In der TV-Tragikomödie Willkommen bei den Honeckers (2017) spielte Johanna Gastdorf die Rolle von Margot Honecker. In dem ZDF-Fernsehfilm Honecker und der Pastor (2022) wurde Margot Honecker von Barbara Schnitzler verkörpert. In der Netflix-Serie Kleo (seit 2022) wird sie von Steffi Kühnert dargestellt.

## Veröffentlichungen
- Der Volkswirtschaftsplan 1965 und die Aufgaben auf dem Gebiet des Bildungswesens. Dietz, Berlin 1964
- Zur Bildungspolitik der Partei. Berlin 1969
- Die Schulpolitik der SED und die weiteren Aufgaben bei der Gestaltung des sozialistischen Bildungssystems. Halle/Saale 1971
- Zu einigen Fragen der Bildungspolitik der Partei nach dem 8. Parteitag der SED. Berlin 1972
- Zu einigen Fragen der kommunistischen Erziehung aus der Sicht der Beschlüsse des IX. Parteitages der SED. Berlin 1976
- Der gesellschaftliche Auftrag unserer Schule. Dietz, Berlin 1978
- Die Aufgaben der Volksbildung in Vorbereitung des X. Parteitages der SED. Magdeburg 1980
- Herausbildung allseitig entwickelter Persönlichkeiten – hohe Anforderung an die sozialistische Gesellschaft. Cottbus 1980
- Die marxistisch-leninistische Schulpolitik unserer Partei und ihre Verwirklichung unter unseren heutigen gesellschaftlichen Bedingungen. Berlin 1985
- Zur Bildungspolitik und Pädagogik in der Deutschen Demokratischen Republik. Ausgewählte Reden und Schriften. Volk und Wissen, Berlin 1986
- Unser sozialistisches Bildungssystem. Wandlungen, Erfolge, neue Horizonte. Berlin 1989
- Zur Volksbildung. Gespräch / Margot Honecker. Das Neue Berlin, Berlin 2012, ISBN 978-3-360-02145-8

## Filme
- Thomas Grimm: Honeckers Flucht – mit Thomas Kunze, Das Erste, 45 Minuten, 2002.
- Thomas Grimm: Hier lebt auch Margot Honecker. Auf deutschen Spuren durch Chile, MDR Fernsehen, 30 Minuten, 2002.
- Thomas Grimm: Die Honeckers privat – MDR Fernsehen, 45 Minuten, 2003.
- Thomas Grimm: Honeckers Enkel Roberto. Eine Rückkehr nach Deutschland – MDR Fernsehen, 90 Minuten, 2013.
- Thomas Grimm: Margot Honecker – Die wahre Geschichte – als Co-Autor mit Mario Sporn – ZDF-History, 45 Minuten, 2015.
- Thomas Grimm: Die Honeckers – Die private Geschichte – als Co-Autor mit Mario Sporn – ZDF-History, 45 Minuten, 2017.
- Thomas Grimm: Honeckers letzte Reise – mit Thomas Kunze, MDR Fernsehen, 90 Minuten, 2019.
- Willkommen bei den Honeckers, von Philipp Leinemann (2017), Fernsehfilm mit Johanna Gastdorf als Margot Honecker.
- Vorwärts immer!, von Francis Meletzky (2017), Filmkomödie mit Hedi Kriegeskotte als Margot Honecker.
- Honecker und der Pastor von Jan Josef Liefers (2022), 98 Minuten, Fernsehfilm mit Barbara Schnitzler als Margot Honecker.